# Kamal Fahim Awad Boutros Hanna
Kamal Fahim Awad Boutros Hanna (* 31. Juli 1961 in Twa) ist ein ägyptischer Geistlicher und emeritierter koptisch-katholischer Bischof von Minya.

## Leben
Kamal Fahim Awad Boutros Hanna empfing am 20. Mai 1988 die Priesterweihe.
Am 31. August 2006 wählte ihn der Synode der koptischen katholische Kirche zum Kurienbischof in Alexandria. Papst Benedikt XVI. bestätigte am 6. September desselben Jahres die Wahl und ernannte ihn zum Titularbischof von Mareotes. Die Bischofsweihe spendete ihm der Patriarch von Alexandria, Antonios Naguib, am 13. Oktober desselben Jahres; Mitkonsekratoren waren Morkos Hakim OFM, Altbischof von Sohag, Youhanna Golta, Kurienbischof in Alexandria, Youssef Aboul-Kheir, Bischof von Sohag, Kyrillos Kamal William Samaan OFM, Bischof von Assiut, Youhannes Ezzat Zakaria Badir, Bischof von Luxor, Makarios Tewfik, Bischof von Ismayliah, Ibrahim Isaac Sidrak, Bischof von Minya, Antonios Aziz Mina, Bischof von Gizeh, und Stephanos II. Kardinal Ghattas CM, emeritierter Patriarch von Alexandria.
Am 8. April 2013 übertrug ihm der koptische Patriarch Ibrahim Isaac Sidrak das Amt des Bischofs der Eparchie Minya. Kamal Fahim Awad Boutros Hanna trat am 7. Oktober 2020 als Bischof von Minya zurück.